# Enchelyurus petersi
Enchelyurus petersi är en fiskart som först beskrevs av Robby August Kossmann och Räuber, 1877.  Enchelyurus petersi ingår i släktet Enchelyurus och familjen Blenniidae. Inga underarter finns listade i Catalogue of Life.